# Yukarıemirler, Çubuk
Yukarıemirler là một xã thuộc huyện Çubuk, tỉnh Ankara, Thổ Nhĩ Kỳ. Dân số thời điểm năm 2011 là 86 người.